# Ливада (дем Пеония)
Вижте пояснителната страница за други значения на Ливада.
Ливада или Голема Ливада (изписване до 1945 година: Голѣма Ливада; на гръцки: Λιβάδια, Ливадия или Μεγάλα Λιβάδια, Мегала Ливадия или Μεγάλο Λιβάδι, Мегало Ливади, на арумънски: Livădz, Livezi) е село в Егейска Македония, Гърция, част от дем Пеония в административна област Централна Македония. Селото традиционно е с арумънско население.

## География
Селото е разположено на 27 km северозападно от град Гумендже (Гумениса) на плато в центъра на планината Паяк (Пайко), на надморска височина от около 1200 m.

## История

### В Османската империя
Ливада е голямо арумънско селище, основано през XVIII век от власи бежанци от Епир, притиснати от албанския натиск. Първите заселници се установяват на платото около 1760 година. В 1769 година следват нови преселнически вълни отново от Грамоща, но и от Москополе, разрушен в същата година за пръв път от албанците. Миграционната вълна се засилва при управлението на Али паша Янински (1788 - 1820). Между 1812 и 1816 година на платото се установяват семейства от Периволи, а след 1856 година се заселват и бежанци от Самарина. Половината землище на Ливада преди заселването на арумъните е принадлежала на Баровица, а половината на Лесково.
Тези първи заселници първоначално живеят разпръснато. В началото на XVIII век се основава село Малка Ливада, а между 1830 и 1840 година са построени първите каменни къщи в Голема Ливада. Отделните махали на селото носят имената на старите селища – Мисякани, Грамущанли, Пириволате. Жителите на Ливада традиционно продължават да се занимават с номадско скотовъдство и макар да са обградени от влахомъгленски села, те запазват арумънския си език и различния начин на живот, носия и нрави.
Голема и Малка Ливада се превръщат във важни икономически центрове в района, като власите поддържат търговия с Енидже Вардар, Гевгели и Солун. Александър Синве („Les Grecs de l’Empire Ottoman. Etude Statistique et Ethnographique“), който се основава на гръцки данни, в 1878 година пише, че в Ливава (Livava), Мъгленска епархия, живеят 3300 гърци. В селото се появява Румънска пропаганда и е отворено румънско училище. Част от жителите на Ливада остават в лоното на елинизма и поддържат гръцките андартски чети, воюващи с българската ВМОРО.
Според статистиката на Васил Кънчов („Македония. Етнография и статистика“) в 1900 година Ливадия е село в Ениджевардарска каза, в което живеят 2100 власи християни. Според секретаря на Българската екзархия Димитър Мишев („La Macédoine et sa Population Chrétienne“) в 1905 година в Ливада (Livada) има 3480 власи и в селото има влашко училище. По данни на Българската екзархия в 1910 година Голѣма Ливада има 400 семейства, 1760 жители власи и една черква.
При избухването на Балканската война в 1912 година един човек от Ливада е доброволец в Македоно-одринското опълчение.

### В Гърция
През войната селото е окупирано от гръцки части и остава в Гърция след Междусъюзническата война. Първото гръцко преброяване показва 3823 жители в Голема Ливада, но според други сведения двете села Голема и Малка Ливада имат над 5500 жители. Селата пострадват силно през Първата световна война, когато са на практика разрушени и жителите им за две години (1916 - 1918) са разпръснати. Упадъкът на селото се засилва и от появилата се грипна епидемия. Преброяването от 1920 година показва само 215 жители в Голема Ливада, но то е правено през декември, когато местните скотовъдци зимуват със стадата си в Тесалия и на Халкидика. Заселването на бежанци от Мала Азия, бедността и продължаващата румънска пропаганда засилват изселническите вълни - над 1/3 от жителите на Ливада емигрират в Румъния и се установяват в Добруджа. В 1925 година официално в Румъния се изселват 100 семейства, заселени в добруджанските села Арабаджилар и Асъкьой. Боривое Милоевич пише в 1921 година („Южна Македония“), че Голема Ливада има 850 къщи власи християни. Други данни показват, че от 400 влашки семейства към 1912 година до 1928 година се изселват 200 семейства. В 1940 година в Голема и Малка Ливада са регистрирани общо 1493 жители.
По време на Втората световна война на 4 май 1943 година германските окупационни части заедно с местни българи разграбват и опожаряват двете села. Ливада пострадва силно и в последвалата Гражданската война. Жителите на Ливада се разселват в над 40 селища. Във Воденско Свети Илия, Калиница, Колибите, Свети Георги, Врежот, Долно Власи, Голо село, Бабяни, Обор, Къшлар, Въдрища, Ново Въдрища, Спирлитово и Енидже Вардар. От Кукушко - Гумендже, Боймица, Ашиклар, Ругуновец, Баялци, Драгомирци, Казаново, Кокардза, Кара Ахматли и Кукуш. В Солунско - Доганджиево, Коняри, Ени махала, Градобор, Ново село, Даутбал, Додулари, Харманкьой (Евосмос), Менемени, Юренджик, Лембед, Илиджиево, Пейзаново, Ексохи, Хортач, Пилеа, Седес, Агия Триада, Агиос Василиос, Балевец и Солун.
След войната малко семейства остават сред руините на двете села. Те продължават да се занимават с традиционното номадско скотовъдство и отглеждане на картофи. В 1970 година развалините на Голема Ливада са премахнати и са построени 80 малки нови къщи, които към началото на XXI век вече са 120.
Най-много ливадчани има в Солун, Боймица и Енидже Вардар. В 1964 година е основано Фолклорното дружество на Голяма Ливада със седалище в Солун, в 1994 дружеството „Пенде Врисес“ на власите от Ливада в Боймица, а в 1995 година са основани още две дружества – Дружеството на влисите от Седес и Триади „Агиос Николаос“ и дружеството „Агио Пневма“ на власите от Ливада, Кокинопло и Клисура в Лембет.
| Име           | Име           | Ново име    | Ново име    | Описание                                |
| ------------- | ------------- | ----------- | ----------- | --------------------------------------- |
| Синистра      | Σινίστρα      | Зервокорифи | Ζερβοκορυφή | връх на ЮИ от Ливада                    |
| Мегалос Перос | Μεγ. Περός    | Исома       | Ίσωμα       | връх                                    |
| Микрос Перос  | Μικρός Περός  | Исома       | Ίσωμα       | връх на ЮЮЗ от Ливада (1222 m)          |
| Паприте       | Πάπριτε       | Фтерес      | Φτέρες      | връх на ЮЗ от Ливада (1355 m)           |
| Грамада       | Γκαρμάντα     | Петрорема   | Πετρόρεμα   | река на Ю от Ливада                     |
| Гроб          | Γκρόπ         | Тафос       | Τάφος       | връх на Ю от Ливада (1457,8 m)          |
| Карабунар     | Καρά Μπουνάρ  | Мавропигадо | Μαυροπήγαδο | местност на ЮЗ от Ливада                |
| Чаири         | Τσαΐρια       | Ливадия     | Λιβάδια     | местност на ЮЗ от Ливада                |
| Горица        | Γκουρούτσικα  | Корифи      | Κορυφή      | връх на ЮИ от Ливада                    |
| Франгово      | Φράγκοβα      | Франгохора  | Φραγκοχώρα  | местност на ЮИ от Ливада                |
| Ируска        | Ίρούσκα       | Самари      | Σαμάρι      | връх на З от Ливада (1382 m)            |
| Хасан тепе    | Χασάν Τεπέ    | Антирас     | Άντήρας     | възвишение на З от Ливада               |
| Мусов гроб    | Γκρόπα Μούσιο | Мнима       | Μνήμα       | връх на СЗ от Ливада                    |
| Сехово        | Σέχοβον       | Анеморахи   | Άνεμόραχη   | връх на ИСИ от Ливада                   |
| Бикорлива     | Μπικορλίβα    | Ливади      | Λιβάδι      | местност на СИ от Ливада                |
| Гува          | Γκούβα        | Лака        | Λάκκα       | извор на И от Ливада, Ю под връх Сехово |

| Година    | 1913 | 1920 | 1928 | 1940 | 1951 | 1961 | 1971 | 1981 | 1991 | 2001 | 2011 | 2021 |
| --------- | ---- | ---- | ---- | ---- | ---- | ---- | ---- | ---- | ---- | ---- | ---- | ---- |
| Население | 3823 | 215  | 303  | 1493 | 0    | 0    | 0    | 15   | 218  | 407  | 404  | 123  |

## Личности
Родени в Ливада
- Анастасиос Белис, гръцки андартски капитан
- Василе Барба (1918 – 2007), германски учен
- Георги Костов, български революционер от ВМОРО, четник на Щерьо Юнана[18]
- Георги Щерьо, български революционер от ВМОРО, четник на Аргир Манасиев[19]
- Думитру Лимона (1912 – 1977), румънски архивист-палеограф
- Коста Гули (1916 – 1985), румънски поет
- Михаил Хандури (Mihail Handuri), войвода на влашка чета на ВМОРО
- Наке (Янко) Георгиев, български революционер от ВМОРО, четник на Апостол Петков[20]
- Нешо Ташов, български революционер от ВМОРО, четник на Аргир Манасиев[19]
- Никола Митрев, македоно-одрински опълченец, четата на Ичко Димитров[21]
- Николаос Давелис, гръцки андартски деец
- Николаос Несиос, гръцки андартски деец
- Митре Николов, български революционер от ВМОРО, четник на Щерьо Юнана[18]
- Стерьо Наум, гръцки андартски капитан
- Султана Майтек (1928 – 2016), румънска художничка
- Ташо Гиздаров (1884 - 1933), български революционер от ВМРО
- Щерьо Юнана (? – 1906), български революционер, войвода на ВМОРО

Починали в Ливада
- Васе Суми (1879 – 1907), български революционер, войвода на ВМОРО
- Михаил Мораитис (1856 – 1905), гръцки андартски капитан
- Спирос Франгопулос (1879 – 1905), гръцки андартски деец